# Турбаза (Ленинградская область)
Турбаза — местечко в Толмачёвском городском поселении Лужского района Ленинградской области.

## История
По данным 1966 и 1973 годов местечко Турбаза в составе Лужского района не значилось.
По данным 1990 года местечко Турбаза входило в состав Толмачёвского сельсовета.
В 1997 году в местечке Турбаза Толмачёвской волости проживали 98 человек, в 2002 году — 56 человек (русские — 85 %).
В 2007 году в местечке Турбаза Толмачёвского ГП проживали 64 человека.

## География
Местечко расположено в центральной части района к востоку от автодороги 41А-186 (Толмачёво — автодорога «Нарва»).
Расстояние до административного центра поселения — 8 км.
Местечко находится на правом берегу реки Луга.

## Демография
| 1997 | 2007 | 2010 | 2017 |
| ---- | ---- | ---- | ---- |
| 98   | ↘64  | ↘33  | ↘0   |